# Sư đoàn 22 Bộ binh Quân lực Việt Nam Cộng hòa
Sư đoàn 22 Bộ binh Quân lực Việt Nam Cộng hòa là một đơn vị cấp sư đoàn của Quân lực Việt Nam Cộng hòa, là một trong 2 đơn vị chủ lực thuộc Quân đoàn II và Quân khu 2. Phù hiệu của Sư đoàn có hình biểu tượng 3 ngọn núi và 2 dòng sông nên còn được gọi một cách hoa mỹ là "Hắc tam sơn,bạch nhị hà”. Năm 1972 tại chiến trường Kontum "Mùa hè đỏ lửa", Sư đoàn phải đối mặt với một lực lượng có quân số gấp 3 và hoả lực yểm trợ vượt trội của đối phương, dẫn đến tổn thất nặng nề cho đơn vị và sự hy sinh của vị Tư lệnh Sư đoàn mới chỉ cầm quân chưa đầy một tháng.

## Lịch sử hình thành
Sư đoàn 22 Bộ binh được thành lập vào ngày 1 tháng 8 năm 1955 tại Ban Mê Thuột với danh xưng ban đầu là Sư đoàn Khinh chiến số 4 của Quân đội Quốc gia Việt Nam do Trung tá Nguyễn Văn Chuân làm Tư lệnh đầu tiên. Sau một thời gian ngắn, Sư đoàn di chuyển xuống Quy Nhơn và đặt Bộ Tư lệnh cố định ở đây. 
Về sau, vì địa bàn hoạt động và tác chiến của Sư đoàn quá rộng nên lập thêm một căn cứ nữa ở Kontum và đặt ở đây thêm Bộ tư lệnh Tiền phương gọi là Tiền cứ của Sư đoàn, còn nơi đặt Bộ tư lệnh ở Quy Nhơn gọi là Hậu cứ.
Sau khi phế truất Quốc trưởng Bảo Đại và tuyên bố thành lập Việt Nam Cộng hòa, Tổng thống Ngô Đình Diệm đã cho tổ chức lại Quân đội Quốc gia Việt Nam và chính thức cải danh lại là Quân đội Việt Nam Cộng hòa. Khối Bộ binh được tổ chức lại thành 4 Sư đoàn Dã chiến và 6 Sư đoàn Khinh chiến. Sư đoàn Dã chiến gồm các Sư đoàn: 1, 2, 3, 4, với quân số hơn 8.500 người mỗi Sư đoàn, là những Sư đoàn có biên chế, trang bị mạnh, được huấn luyện tác chiến chính quy để đảm đương nhiệm vụ chủ yếu là ngăn chặn quân chủ lực của miền Bắc vào. Sư đoàn Khinh chiến gồm các sư đoàn: 11, 12, 13, 14, 15, 16, với quân số hơn 5.000 người mỗi Sư đoàn, là Sư đoàn được tổ chức biên chế, trang bị gọn nhẹ hơn, đảm nhận nhiệm vụ chủ yếu là bảo đảm an ninh nội địa, kết hợp tiếp sức chi viện cho các Sư đoàn Dã chiến khi cần. Ngày 1 tháng 10 năm 1958 Sư đoàn 4 Khinh chiến được tổ chức lại và đổi phiên hiệu thành Sư đoàn 14 khinh chiến.
Cuối năm 1958, Bộ Tổng tham mưu Quân đội Việt Nam Cộng hòa một lần nữa tổ chức lại các đơn vị. Khi đó, 3 Sư đoàn khinh chiến 12, 13, và 16 được giải thể và bổ sung về các Sư đoàn còn lại để thành lập 7 Sư đoàn Bộ binh 1, 2, 5, 7, 21, 22, 23, với quân số hơn 10.500 người mỗi Sư đoàn.
Ngày 31 tháng 3 năm 1959 Sư đoàn 14 Khinh chiến được tổ chức lại, thâu nhận thêm quân số của Sư đoàn 12 Khinh chiến (được giải tán), đồng thời kết hợp với Khu chiến thuật 22 để cải danh lần cuối và hình thành Sư đoàn 22 Bộ binh, với 3 Trung đoàn 40, 41, 42 (sau tăng cường thêm Trung đoàn 47). 
Địa bàn của Sư đoàn phụ trách 3 tỉnh bắc cao nguyên Trung phần và 2 tỉnh bắc duyên hải Trung phần gồm Kontum, Pleiku, Phú Bổn, Bình Định và Phú Yên. Khi đổi thành Sư đoàn 22 Bộ binh, Tư lệnh đương nhiệm của Sư đoàn là Trung tá Trần Thanh Chiêu. Sư đoàn nêu cao với phương châm: Trấn Sơn – Bình Hải để làm tôn chỉ cho mình.

## Trấn áp phong trào tự trị Tây Nguyên
Sau khi đến Tây Nguyên, Sư đoàn có một thời gian yên tĩnh bởi hoạt động vũ trang của những người Cộng sản chưa phát triển đến đây. Phong trào BaJaRaKa đòi quyền tự trị cho Cao nguyên đã bị Chính quyền trấn áp từ năm 1958. Bên cạnh lực lượng của Sư đoàn còn có các toán Dân sự Chiến đấu (Civilian Indigenous Defense Group – CIDG) và Lực lượng Đặc biệt (Special Force) gồm các chiến binh Dân tộc thiểu số Rhadé, Bahnar, Sédang, Kaho, Bru... do chính CIA trực tiếp huấn luyện và chỉ huy.
Cuối năm 1963, khi cuộc đảo chính Quân sự lật đổ Tổng thống Ngô Đình Diệm nổ ra, Lực lượng Sư đoàn cùng với Quân đoàn II, lúc này dưới quyền Thiếu tướng Nguyễn Khánh, án binh bất động. Sau khi đảo chính thành công, tướng Nguyễn Khánh mới tuyên bố Vùng 2 ủng hộ đảo chính.
Thời kỳ yên ả của Sư đoàn bắt đầu chấm dứt sau đảo chính vì áp lực Mỹ buộc chính phủ Quân sự Việt Nam Cộng hòa khi đó thả lãnh tụ phong trào BaJaRaKa. Thậm chí, Y Bham Enuol Chủ tịch phong trào, còn được nhậm chức Phó Tỉnh trưởng Đarlac. Paul Nưr, Phó chủ tịch phong trào nhậm chức Phó Tỉnh trưởng Kontum.
Ngày 30 tháng 1 năm 1964, tướng Nguyễn Khánh thực hiện "Chỉnh lý" và nắm quyền lực cao nhất. Tháng 3 năm 1964, lãnh đạo phong trào Barajaka đã thành lập Mặt trận Giải phóng Cao Nguyên (Front de Libération des Hauts Plateaux – FLHP), còn được biết đến với tên gọi "Mặt trận Cao Nguyên", đòi quyền tự trị. Y Dhơn Adrong, một lãnh đạo chủ trương bạo động đã kêu gọi cán bộ dân vệ và biệt kích người Thượng trong Quân lực Việt Nam Cộng hòa gia nhập FLHP chống lại Chính phủ Việt Nam Cộng hòa.
Tuy vậy, do có sự can thiệp từ Đại sứ quán Mỹ, các hoạt động của FLHP và của FULRO sau này đều không phải là quá lo ngại với Chính quyền Việt Nam Cộng hòa và hoạt động của Sư đoàn 22. Đối thủ thực sự của họ mạnh hơn nhiều: Quân Giải phóng miền Nam, mà chính xác hơn là Quân đội nhân dân Việt Nam từ miền Bắc chi viện cho chiến trường.

## Chiến trường Tây Nguyên
Ngay từ cuối năm 1959, thực hiện Nghị quyết 15 của Bộ Chính trị Đảng Lao động tại Hà Nội, những người Cộng sản miền Nam Việt Nam đã thực sự chuyển từ phương thức đấu tranh chính trị sang đấu tranh vũ trang. Năm 1960, tại Đại hội Đảng Lao động lần thứ III, Lê Duẩn, nguyên Bí thư Xứ ủy Nam Bộ, một người Cộng sản theo đường lối cứng rắn, trúng cử Bí thư thứ nhất Trung ương Đảng Lao động Việt Nam. Từ đây, những người Cộng sản miền Nam ngày càng nhận được nhiều hơn sự hỗ trợ to lớn từ Hà Nội. Với việc Đoàn 559 được lệnh mở rộng hệ thống đường, hoạt động chuyển cán bộ, vũ khí từ miền Bắc theo đường mòn Hồ Chí Minh vào Nam được đẩy mạnh. Cộng sản miền Nam, đã lần lượt thành lập Trung ương Cục miền Nam và Mặt trận Dân tộc Giải phóng miền Nam Việt Nam để chỉ đạo cuộc đấu tranh thống nhất hai miền.
Ngày 15 tháng 2 năm 1961, Quân Giải phóng miền Nam Việt Nam được thành lập trên cơ sở thống nhất các Lực lượng Vũ trang, đối lập chống lại Chính quyền Việt Nam Cộng hòa và tất cả các lực lượng can thiệp nội bộ miền Nam, tức Hoa Kỳ. Lực lượng Giải phóng quân phát triển ngày càng lớn vì được người dân nông thôn ủng hộ, liên tục gây khó khăn, thiệt hại nặng nề cho Việt Nam Cộng hòa; đồng thời nhiều đơn vị cũ tập kết ra bắc được chính quy hóa và chỉnh đốn đội hình lên đến cấp Trung đoàn đã trở về Nam tăng cường lực lượng cho Giải phóng quân tại chỗ. Sau Hội nghị Trung ương 9 Đảng Lao động Việt Nam, nhiều cán bộ quân sự cao cấp được tăng cường vào Nam Bộ, Tây Nguyên, Khu V, một số Trung đoàn chủ lực cũng được lệnh lên đường vào Nam. Tại Tây nguyên, Bộ Tư lệnh Mặt trận Tây nguyên, mật danh là "Mặt trận B3", được thành lập ngày ngày 1 tháng 4 năm 1964. Mặt trận được đặt dưới sự lãnh đạo và chỉ huy trực tiếp của Quân ủy Trung ương và Tổng tư lệnh. Tư lệnh Mặt trận là Đại tá Nguyễn Chánh, Chính ủy là Đại tá Đoàn Khuê.
Trong 2 năm 1964–1965, nhiều đơn vị Bộ đội Quân đội Nhân dân Việt Nam dưới danh nghĩa Giải phóng quân đã tập kết tại Tây nguyên trước khi tỏa đi khắp các chiến trường miền Nam chiến đấu. Tháng 9 năm 1964, Trung đoàn 320, Trung đoàn chủ lực đầu tiên đã vào đến Tây nguyên. Sau đó là các Trung đoàn Bộ binh khác như Trung đoàn 101A, Trung đoàn 33, Tiểu đoàn 545 và Tiểu đoàn Đặc công 952 lần lượt vào Tây nguyên, hình thành một khối chủ lực mạnh tương đương cấp Sư đoàn, trở thành đối thủ xứng tầm với các đơn vị Quân lực Việt Nam Cộng hòa trên chiến trường Tây nguyên.
Cuộc khủng hoảng chính trị do "mùa đảo chính" đã gây thiệt hại nghiêm trọng đến sức chiến đấu của các đơn vị Việt Nam Cộng hòa. Các tướng lãnh quá bận rộn với việc tranh giành quyền lực, hoàn toàn bị động trước sức công kích của Quân giải phóng. Chỉ trong một thời gian ngắn, 63% địa bàn lãnh thổ Việt Nam Cộng hòa chịu ảnh hưởng hoặc bị kiểm soát bởi Mặt trận Dân tộc Giải phóng miền Nam Việt Nam. Để cứu vãn sự sụp đổ của Việt Nam Cộng hòa, người Mỹ quyết định sẽ can thiệp trực tiếp. Ngày 10 tháng 4 năm 1965, Tiểu đoàn 2/3 Thủy quân lục chiến Hoa Kỳ đổ bộ vào Đà Nẵng, mở đầu sự tham chiến trực tiếp với quy mô lớn của người Mỹ trên chiến trường Việt Nam. Trước tình hình này, Hà Nội đã quyết định chọn Tây Nguyên làm chiến trường thử lửa với Quân đội Mỹ.
Tháng 8 năm 1965, Thiếu tướng Chu Huy Mân đảm nhiệm vị trí Tư lệnh kiêm Chính ủy Mặt trận B3. Ngày 20 tháng 12 năm 1965, Sư đoàn 1 chủ lực Mặt trận Tây Nguyên được thành lập, mở đầu cho những trận chạm trán nảy lửa giữa quân đội Mỹ và Đồng minh với các đơn vị Quân giải phóng. Hầu hết các trận đánh lớn giữa Quân giải phóng và Quân đội Đồng minh diễn ra trên địa bàn do Sư đoàn phụ trách. Sư đoàn 22 phải đối phó vất vả với những đối thủ thuộc hàng tinh nhuệ của đối phương: Sư đoàn 3 Sao Vàng (chiến trường đồng bằng) và Sư đoàn 320 (chiến trường cao nguyên).
Tháng 11 năm 1966, Thiếu tướng Hoàng Minh Thảo đến Tây Nguyên đảm nhiệm vị trí Phó Tư lệnh Mặt trận Tây Nguyên. Tháng 9 năm 1967, thì đảm nhiệm vị trí Tư lệnh Mặt trận này đến khi chiến tranh kết thúc. Bị thiệt hại nặng trong các chiến dịch Mậu Thân, các Lực lượng Vũ trang Quân giải phóng phải tạm thời rút về các căn cứ xa chiến trường để tổ chức lại. Sau 2 năm tương đối yên tĩnh, năm 1970, Quân giải phóng lại triển khai các hoạt động vũ trang trên khu vực Quân khu 2 Việt Nam Cộng hòa, thường xuyên áp dụng chiến thuật "vây điểm, diệt viện".

## Mùa hè đỏ lửa 1972
Đầu tháng 2 năm 1972, tướng Ngô Dzu, Tư lệnh Quân đoàn II và Quân khu 2, nhận được tin đối phương sẽ đánh lớn tại cao nguyên. Quân đoàn II được phối trí lại. Trung đoàn 41, 42 và 47 của Sư đoàn 22 và toàn bộ lực lượng pháo binh và xe tăng được điều động cấp tốc lên Tân Cảnh để đối đầu với Sư đoàn 320A Quân giải phóng. Ngoài ra, Liên đoàn 22 Biệt động quân được tăng cường tại các căn cứ biên phòng, đặc biệt là đồn Ben Het, để bảo vệ các tuyến giao thông đi vào Vùng II. Ban cố vấn và bộ tham mưu của tướng Ngô Dzu cũng đề phòng đối phương sẽ dùng Sư đoàn 2 để tập kích vào Kontum nên cũng đã yêu cầu Bộ Tổng tham mưu VNCH tăng cường thêm lữ đoàn Nhảy dù số 2 để làm lực lượng trừ bị tại Kontum và sẵng sàng ứng cứu cho Tân Cảnh khi cần thiết.
Trong trận Đakto-Tân Cảnh năm 1972, Ngày 24 tháng 4, lúc 4g30, quân Giải phóng tấn công vào các căn cứ vành đai của cụm cứ điểm Dakto-Tân Cảnh-Võ Định do 2 Trung đoàn 42 và 47, cùng Bộ Tư lệnh tiền phương của sư đoàn 22. Tham chiến phía quân Giải phóng là đội hình của Sư đoàn 2 (gồm 2 trung đoàn bộ binh là 1 và 141) tăng cường thêm trung đoàn 66 độc lập, tiểu đoàn đặc công 37 và một đại đội xe tăng T-54, cùng một đại đội hỏa tiễn chống tăng AT-3 Sagger (Quân Giải phóng miền Nam Việt Nam gọi là B-72) lần đầu tiên có mặt tại chiến trường (Có cả tại Quảng Trị và trận An Lộc). Lúc 8 giờ sáng, căn cứ trung đoàn 47 VNCH cũng bị tấn công. Tư lệnh Sư đoàn 22, Đại tá Lê Đức Đạt tử trận trong trận này. Phó Tư lệnh Sư đoàn Vi Văn Bình và khoảng 1.000 binh sĩ QLVNCH bị Quân Giải phóng miền Nam Việt Nam bắt sống. Ngày 23 tháng 4, Sư đoàn 10 của Quân Giải phóng miền Nam Việt Nam đã chiếm được Dakto và các căn cứ bên ngoài Tân Cảnh.
Sau khi tan hàng lần thứ nhất tại Tân Cảnh, Kontum, Sư đoàn 22 được tái thành lập và di chuyển từ Pleiku về Kontum, khi Quân khu 2 có lệnh triệt thoái rút về lập phòng tuyến tại Quy Nhơn vào tháng 3 năm 1975, nhưng lúc 5 giờ 15 phút, trên đường rút về Phú An – Lai Nghi, trung đoàn 47 bị trung đoàn 2, (sư đoàn 3 Sao Vàng) của Quân Giải phóng phục kích và truy đuổi. Đến sân bay Phù Cát, đơn vị này tiếp tục bị trung đoàn 12 cùng với trung đoàn 2 hợp vây và bị đánh tan lúc 12 giờ 30 phút cùng ngày. Trung đoàn 41 đang đóng từ Núi Một đến Phú Phong bị trung đoàn 95 Quân Giải phóng miền Nam Việt Nam từ Tây Nguyên tập kích xuống. Trên đường rút quân về Phú Xuân, Phú An, trung đoàn này lại bị trung đoàn 141 phục kích tại nghĩa địa Phật giáo, bị truy kích suốt đêm 31 tháng 3 và hầu như tan rã hoàn toàn. Trung đoàn 42 tuy không bị công kích mạnh nhưng khi về đến ga Diêu Trì chỉ còn một nửa quân số. Quân Giải phóng miền Nam Việt Nam đã đánh chiếm thị xã Quy Nhơn ngay vào sáng ngày 1 tháng 4. Ngày 2 tháng 4, Quân Giải phóng miền Nam Việt Nam giành được Tuy Hoà. Do không nắm được tình hình, chuẩn tướng Trần Văn Cẩm, phó tư lệnh Quân đoàn II-QLVNCH đã bị bắt làm tù binh khi vừa dùng trực thăng hạ cánh xuống dinh tỉnh trưởng Tuy Hòa trong một chuyến thị sát chiến trường, Nha Trang cũng được giải phóng ngay sau đó, không tốn một viên đạn. 
Sau đó, Sư đoàn đã di tản về Vũng Tàu tái bổ sung tăng cường cho phòng tuyến Phan Rang tháng 4 năm 1975 để ngăn chặn đà tiến công của Quân đoàn 2 Tuy nhiên, phòng tuyến nhanh chóng bị thất thủ và Trung tướng Nguyễn Vĩnh Nghi  bị bắt. 
Sau khi Phan Rang thất thủ, những đơn vị còn lại của Sư đoàn rút về Long An tái phối trí, cùng lực lượng Địa phương quân tại đây chiến đấu với Sư đoàn 5  quân giải phóng cho tới trưa ngày 30 tháng 4 năm 1975 thì buông vũ khí.

## Đơn vị trực thuộc và phối thuộc
| STT | Đơn vị                       | Chú thích | STT | Đơn vị                        | Chú thích                                                                                                |
| --- | ---------------------------- | --------- | --- | ----------------------------- | --- |
| 1   | Trung đoàn 40                |           | 11  | Biệt đội Quân báo             | |
| 2   | Trung đoàn 41                |           | 12  | Biệt đội Kỹ thuật             | |
| 3   | Trung đoàn 42                |           | 13  | Biệt đội Tác chiến Điện tử    | |
| 4   | Trung đoàn 47                |           | 14  | Tiểu đoàn Quân y              | |
| 5   | Đại đội Tổng hành dinh       |           | 15  | Tiểu đoàn Truyền tin          | |
| 6   | Đại đội Trinh sát            |           | 16  | Tiểu đoàn Tiếp vận            | |
| 7   | Đại đội Quân cảnh            |           | 17  | Tiểu đoàn Công binh Chiến đấu | |
| 8   | Đại đội Công vụ              |           | 18  | Trung đoàn Pháo binh          | Các Tiểu đoàn: 220 (155 ly), 221, 222, 223 (105 ly). Phối thuộc và dưới sự điều động của Tư lệnh Sư đoàn |
| 9   | Đại đội Quân vận (Quân xa)   |           | 19  | Thiết đoàn 14                 | Thuộc "Lữ đoàn 2 Kỵ binh". Phối thuộc và dưới sự điều động của Tư lệnh Sư đoàn                           |
| 10  | Đại đội Hành chính Tài chính |           |     |                               | |

## Bộ Tư lệnh Sư đoàn và Chỉ huy Trung đoàn tháng 4/1975
| STT | Họ và tên                          | Cấp bậc     | Chức vụ               | Chú thích |
| --- | ---------------------------------- | ----------- | --------------------- | --------- |
| 1   | Phan Đình Niệm Võ bị Đà Lạt K4     | Thiếu tướng | Tư lệnh               |           |
| 2   | Lều Thọ Cường Võ khoa Nam Định     | Đại tá      | Tư lệnh phó           |           |
| 3   | Vũ Đình Chung Võ bị Đà Lạt K8      | Đại tá      | Tham mưu trưởng       |           |
| 6   | Nguyễn Thiều Võ bị Đà Lạt K16      | Đại tá      | Chỉ huy Trung đoàn 41 |           |
| 7   | Nguyễn Hữu Thông Võ bị Đà Lạt K16  | Đại tá      | Chỉ huy Trung đoàn 42 |           |
| 7   | Nguyễn Thanh Danh Võ bị Đà Lạt K19 | Trung tá    | Chỉ huy Trung đoàn 40 |           |
| 8   | Lê Cầu Võ bị Đà Lạt K18            | Đại tá      | Chỉ huy Trung đoàn 47 |           |

## Trung đoàn Pháo binh
- Đơn vị phối thuộc

| STT | Họ và Tên                          | Cấp bậc  | Chức vụ          | Đơn vị                | Chú thích |
| --- | ---------------------------------- | -------- | ---------------- | --------------------- | --------- |
| 1   | Lê Đình Ninh Võ khoa Thủ Đức K4    | Trung tá | Chỉ huy trưởng   | Bộ chỉ huy Trung đoàn |           |
| 2   | Nguyễn Ngọc Tần                    | Trung tá | Tiểu đoàn trưởng | Tiểu đoàn 223         |           |
| 3   | Nguyễn Trung Hạnh Võ bị Đà Lạt K13 | Thiếu tá | Tiểu đoàn trưởng | Tiểu đoàn 220         |           |
| 4   | Nguyễn Tấn Thành                   | Thiếu tá | Tiểu đoàn trưởng | Tiểu đoàn 221         |           |
| 5   | Nguyễn Bá Hằng                     | Thiếu tá | Tiểu đoàn trưởng | Tiểu đoàn 222         |           |

## Tư lệnh Sư đoàn qua các thời kỳ
| STT | Họ và Tên                          | Cấp bậc                                              | Tại chức       | Chú thích |
| --- | ---------------------------------- | ---------------------------------------------------- | -------------- | --- |
| 1   | Nguyễn Văn Chuân Võ bị Huế K1      | Trung tá                                             | 8/1955-2/1957  | Giải ngũ năm 1966 ở cấp Thiếu tướng |
| 2   | Lê Huy Luyện Võ bị Huế K1          | Trung tá                                             | 2/1957-6/1957  | Cấp bậc sau cùng là Đại tá |
| 3   | Hồ Văn Tố Võ bị Huế K2             | Trung tá                                             | 6/1957-3/1958  | Từ trần năm 1962 ở cấp Thiếu tướng |
| 4   | Trần Thanh Chiêu Võ bị Đà lạt K5   | Trung tá                                             | 3/1958-9/1959  | Cấp bậc sau cùng là Đại tá |
| 5   | Nguyễn Bảo Trị Võ khoa Nam Định    | Trung tá Đại tá (11/1963)                            | 9/1959-11/1963 | Sau cùng là Trung tướng Tổng cục trưởng Tổng cục Quân huấn |
| 6   | Nguyễn Thanh Sằng Võ bị Huế K2     | Đại tá                                               | 11/1963-2/1964 | Tư lệnh lần thứ nhất |
| 7   | Linh Quang Viên Võ bị Tông Sơn Tây | Thiếu tướng                                          | 2/1964-9/1964  | Giải ngũ năm 1973 ở cấp Trung tướng |
| 8   | Nguyễn Văn Hiếu Võ bị Đà Lạt K3    | Trung tá                                             | 9/1964-10/1964 | Tư lệnh lần thứ nhất |
| 9   | Nguyễn Xuân Thịnh Võ bị Đà Lạt K3  | Đại tá Chuẩn tướng (11/1964)                         | 10/1964-3/1965 | Sau cùng là Trung tướng Chỉ huy trưởng Binh chủng Pháo binh |
| 10  | Nguyễn Thanh Sằng                  | Chuẩn tướng                                          | 3/1965-6/1966  | Tư lệnh lần thứ hai. Giải ngũ năm 1973 ở cấp Thiếu tướng |
| 11  | Nguyễn Văn Hiếu                    | Đại tá Chuẩn tướng (11/1967)                         | 6/1966-8/1969  | Tư lệnh lần thứ hai. Nguyên Thiếu tướng Tư lệnh phó Quân đoàn III. Sáng ngày 8 tháng 4 năm 1975, bị ám sát tại văn phòng ở bản doanh Quân đoàn III. Được truy thăng Trung tướng. |
| 12  | Lê Ngọc Triển Võ bị Huế K2         | Chuẩn tướng Thiếu tướng (6/1970)                     | 9/1969-3/1972  | Sau cùng là Thiếu tướng Tham mưu phó Bộ Tổng tham mưu |
| 13  | Lê Đức Đạt Võ bị Đà Lạt K5         | Đại tá                                               | 3/1972-4/1972  | Tử trận tại Đắk Tô – Tân Cảnh cùng với Bộ Tư lệnh Sư đoàn trong Mùa hè đỏ lửa 1972. Được truy thăng Chuẩn tướng                                                                  |
| 14  | Phan Đình Niệm                     | Đại tá Chuẩn tướng (11/1972) Thiếu tướng (24/4/1975) | 4/1972-4/1975  | Tư lệnh cuối cùng |